# Adele (peuple)
Pour les articles homonymes, voir Adele (homonymie) et Adeli.
Les Adele sont une population d'Afrique de l'Ouest vivant à l'ouest du Togo (à l'ouest de la région centrale) et à l'est du Ghana. 
Selon les sources et le contexte, on observe plusieurs formes : Adeles, Adeli, Bedere, Bidire, Gadre, Gidere, Gidre.

## Langue
Leur langue est le adele, une langue kwa. Le nombre total de locuteurs est estimé à 27 300 en 2003, dont 16 300 au Togo et 11 000 au Ghana.